# Geschützter Landschaftsbestandteil Krähetal südlich von Hüttebrüchen
Der Geschützte Landschaftsbestandteil Krähetal südlich von Hüttebrüchen mit einer Flächengröße von 0,25 ha liegt südlich vom Weiler Hüttebrüchen im Stadtgebiet von  Sundern. Das Gebiet wurde 1993 mit dem Landschaftsplan Sundern durch den Kreistag des Hochsauerlandkreises als Geschützter Landschaftsbestandteil (LB) ausgewiesen. Der Geschützter Landschaftsbestandteil Teich bei Hüttebrüchen liegt etwas weiter nördlich.

## Gebietsbeschreibung
Der Landschaftsplan Sundern führt zum geschützten Landschaftsbestandteil Krähetal südlich von Hüttebrüchen aus: „Der bis 2 m breite Bach verläuft talrandlich und speiste eine aufgelassene Teichanlage, deren Wälle noch erkennbar sind. Aktuell sind nur noch wenige kleine, flache Tümpel vorhanden. Auch auf diesen verlandeten Flächen stockt naturnaher Erlenwald.“

## Schutzzweck
Der Landschaftsplan Sundern führt zu geschützte Landschaftsbestandteilen aus: „Alle geschützten Landschaftsbestandteile sind kulturbetonte oder naturnahe Landschaftsteile, die sich mit ihrem eigenständigen Charakter deutlich von der sie umgebenden Wald- und Feld-Landschaft unterscheiden. Der besondere Schutz dieser Kleinstrukturen ist wegen ihrer hervorgehobenen Position für die Leistungsfähigkeit des Naturhaushaltes und / oder für die Attraktivität des Landschaftsbildes erforderlich. Die LB-Festsetzung trägt der landschaftlichen Bedeutung der Objekte Rechnung, die sie über das „normale“ landschaftliche Inventar eines Landschaftsschutzgebietes heraushebt.“

## Verbote und Gebot
Wie bei allen geschützten Landschaftsbestandteilen besteht nach § 29 Abs. 2 BNatschG das Verbot dieses zu beschädigen, auszureißen, auszugraben oder Teile davon abzutrennen oder auf andere Weise in seinem Wachstum oder Erscheinungsbild zu beeinträchtigen. Eine ordnungsgemäße Pflege ist vom Verbot ausgenommen. Es ist auch verboten Stoffe oder Gegenstände im Bereich des Geschützten Landschaftsbestandteils anzubringen, zu lagern, abzulagern, einzuleiten oder sich ihrer in anderer Weise zu entledigen, die das Erscheinungsbild oder den Bestand des Geschützten Landschaftsbestandteils gefährden oder beeinträchtigen können. Dies gilt auch für organische oder mineralische Düngemittel und Futtermittel. Sofern Gehölze zerstört bzw. beschädigt werden, kann die Untere Naturschutzbehörde eine Ersatzpflanzung oder ein Ersatzgeld festsetzten.
Es wurde das Gebot festgesetzt „der gesamte Bereich ist der natürlichen Entwicklung zu überlassen.“